# Rabia Salihu Sa'id
Rabia Salihu Sa'id (nascida em 21 de abril de 1963) é uma física nigeriana, professora da física atmosférica e do tempo-espaço, e pesquisadora na Universidade Bayero.  Ela realiza pesquisas em Física atmosférica e física do tempo espacial, física de partículas, e  eletrônicos. Sa'id é uma defensora e mentora para as mulheres jovens na ciência com a Fundação Visiola e Corpo de paz; ela co-fundou a Nigeria's Association of Women Physicists. Ela é uma defensora e mentora da educação de Ciência, tecnologia, engenharia, e matemática (STEM) e é um facilitadora do Programa de Cidadãos Ativos do Conselho Britânico.
Sai'd recebeu bolsas de estudo, do Instituto de Física Aplicada em Berna (Suíça) e a Fundação Ford e fez um companheiro do Instituto Científico Africano (ASI). Em 2015, ela recebeu um Prêmio Fundação Elsevier para Mulheres Cientistas no Mundo em Desenvolvimento. Ela também foi reconhecida em 2015 pelo Conselho Britânico pelo trabalho da comunidade, e pela BBC como parte de sua série 100 Mulheres.

## Vida pessoal
Rabia Sa'id nasceu em Uangara, uma vila na área de governo local de Gezaua, no estado de Cano, no norte da Nigéria, onde as meninas têm poucas oportunidades de educação, muitas se casam na adolescência e espera-se que as mulheres fiquem em casa. Seu pai, no entanto, queria que ela se tornasse médica. Ele era um oficial no exército nigeriano que teve duas esposas e gerou dez filhos.
Sa'id participou de uma escola do Exército no topo da sua classe. Ela escolheu se casar aos 18 anos, uma vez que se formou em uma escola secundária. Ela é uma mãe de seis. Dois de seus filhos precisavam de cuidados médicos (um deles nasceu com pé torto e outro com anemia falciforme), o que adicionou ao seu desafio pessoal obter diplomas de ensino superior.

## Carreira

### Educação e início de carreira
Sa'id começou sua educação universitária aos 29 anos e administrou uma escola maternal para pagar sua educação. Ela possui Bacharel em Ciências, mestrados de Ciências e Graus Ph.D em Física da Universidade Bayero.  Em setembro de 1999, ela começou o trabalho como Assistente de pós-graduação da Universidade Bayero. Em 2002, no Programa de Bolsas Internacionais (IFP) da Fundação Ford, ela estudou para obter um diploma de M.Sc em Meio Ambiente e Desenvolvimento a partir da University of Reading, Reino Unido.

### Educador
Ela começou a trabalhar em 1999 para a Universidade Bayero e agora é professora de cursos de graduação e pós-graduação em física atmosférica e meteorológica. Até 2015, ela era Vice-decano na Divisão de assuntos estudantis da universidade.

### Pesquisa
Ela recebeu um posto de pesquisa na universidade,onde ela realiza pesquisas em física atmosférica e física do tempo espacial, física de partículas, e eletrônicos. Sua pesquisa é conduzida para resolver os desafios ambientais nigerianos. Para reduzir o número de árvores cortadas para lenha, por exemplo, um estudo foi sobre o uso de restos de madeira de projetos de carpintaria para briquetes que poderiam ser como combustível, reduzindo assim a taxa em que as florestas do país são diminuídas. Ela também reúne dados atmosféricos e estuda os efeitos do desmatamento e aerossóis de poeira sobre as temperaturas climáticas. Seu objetivo é incentivar uma maior dependência na Nigéria sobre fontes de energia renováveis - como energia eólica, energia solar e energia hidrelétrica - menos prejudiciais para o meio ambiente do que combustível fóssil.
Em 2010, trabalhou com o Dr. C. Matzler, cientista em detecção remota terrestre e atmosférica, no Instituto de Física Aplicada da Universidade de Berna, na Suíça, como cientista investigador visitante por quatro meses. Em janeiro de 2013, foi criada como um Instituto Científico Africano (ASI) Companheiro em Física, que é uma associação honorária e think tank de acadêmicos, pesquisadores e empresários.

### Alcance do STEM
Sa'id é ativa em Ciência, tecnologia, engenharia e matemática (STEM) divulgação.  Ela é co-fundadora da Associação das Mulheres Físicas da Nigéria em 2011, que incentiva as mulheres a se tornarem físicas, procura melhorar a educação de física nas escolas e dá prêmios a mulheres jovens. Sa'id também encoraja a participação de jovens tutoria-os em projetos científicos locais e nacionais, voluntariado para a Peace Corps Nigeria Alumni Foundation e Fundação Visiola. Ela diz que ela é ativa no alcance de STEM porque há pressão grupal e obstáculos que meninas, particularmente aquelas no norte da Nigéria, deve superar para buscar graus e carreiras nesses campos. Além do que, "mais meninas na ciência significarão que as soluções que a ciência fornece não são apenas adaptadas às necessidades de um único gênero." Além disso, há maior valorização para carreiras onde existem aplicações práticas, como bancos e medicina.

### Reconhecimento
Em 2015, foi destinatária de um dos cinco Prêmios Fundação Elsevier para Cientistas Mulheres no Mundo em Desenvolvimento. Apresentado em parceria com a Organização para Mulheres na Ciência para o Mundo em Desenvolvimento (OWSD) e A Academia Mundial de Ciências (TWAS), Os prêmios daquele ano foram para os campos da física e da matemática, com o prêmio de Sa'id no campo da física atmosférica. Ela recebeu o prêmio por seu trabalho sobre os desafios ambientais nigerianos, que foi apresentado em 14 de fevereiro de 2015 na Reunião Anual da Associação Americana para o Avanço da Ciência (AAAS) em San Jose, Califórnia.
Em agosto de 2015, Sa'id foi entrevistada pela jornalista da BBC Claudia Hammond para um recurso no BBC World Service, e foi apresentada na BBC a série anual 100 Mulheres, destacando seus esforços para promover a educação científica na Nigéria. O ano seguinte (2016) ela apareceu na revista on-line A Academia da Nigéria em uma lista de distinguidas mulheres nigerianas na ciência.

## Defensor
Além da orientação que ela faz para o Peace Corps e Visiola para o alcance da STEM, ela é uma facilitadora do Conselho Britânico Programa de cidadãos Ativos, que incentiva os jovens a desenvolver habilidades de comunicação eficientes e pacíficas para o desenvolvimento sustentável em suas comunidades.
Ela foi uma das nove pessoas honradas como "Mulheres defensoras e campeãs" na Nigéria em março de 2015 como parte do  Dia Internacional da Mulher e dois dos seus programas de desenvolvimento, o Programa de Estabilidade e Reconciliação da Nigéria (NSRP) e o programa Justiça para Todos (J4A).